# Observatoire Morrison
L'observatoire Morrison est un observatoire astronomique appartenant et exploité par la Central Methodist University (en). Il est situé à Fayette (Missouri).

## Histoire
Il a été nommé en hommage à Bernice Morrison qui en 1874 offrit 100 000 dollars à Carr Waller Pritchett, Sr. pour sa construction. 
Il a d'abord été établi à Glasgow (Missouri) au Pritchett College et ouvre en 1875. 
S'inspirant de l'Observatoire de l'université Harvard, une lunette astronomique Alvan Clark de 12,25 pouces est installée dans son dôme puis, en 1876, une lunette méridienne Troughton & Simms (en). 
Après l'arrêt du Pritchett College en 1922, la Central Methodist University prend possession de l'observatoire et le fait déplacer à Fayette en 1935. Harlow Shapley y prononce son discours d'inauguration le 1er juin 1936. 
En 1961, le Club des Astronomes amateurs du Missouri construit un télescope de 12 pouces et l'offre à l'observatoire. Il est dans un bâtiment au nord-ouest de la lunette Clark.